# Aubenas
Aubenas é uma comuna da França, situado no departamento de Ardèche, na região do Auvérnia-Ródano-Alpes.

## Tour de France

### Chegadas
- 2009 :  Mark Cavendish